# Buddhism i Sverige
Buddhismen är en relativt liten religion i Sverige, men har under senare år sett en ökning. Antalet buddhister uppskattas i april 2020 till runt 57 000 personer eller nära 0,7% av Sveriges befolkning, vilket gör den till Sveriges tredje största religion efter kristendomen och islam. Den största andelen av buddhistisk religiöst liv är knuten till diasporagrupper från Thailand, Kina och Vietnam. Sveriges buddhistiska gemenskap (SBG) är en paraplyorganisation för buddhistiska organisationer i Sverige.

## Historia

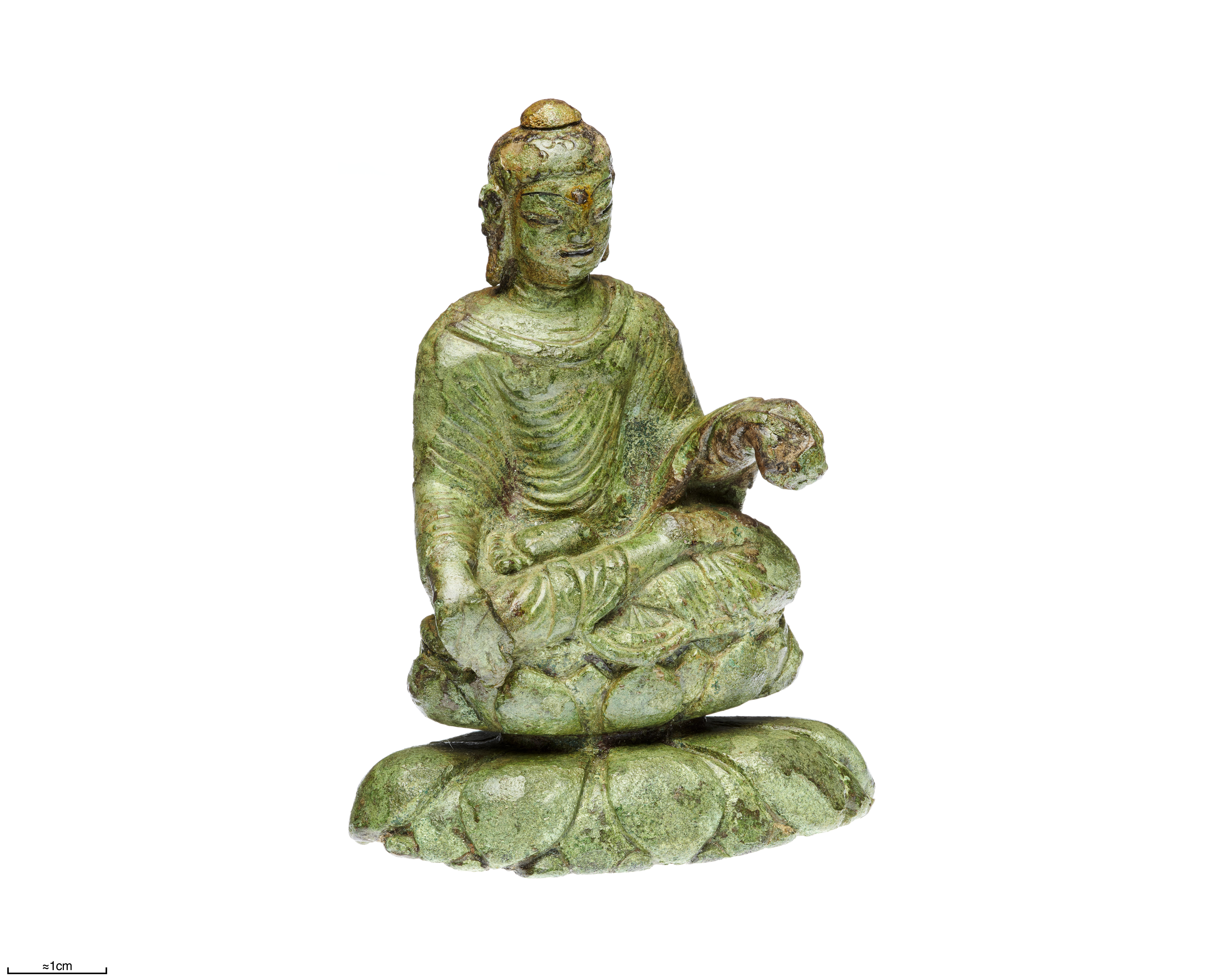
Helgö-buddhan.

Buddhistiska artefakter har funnits i Sverige sedan vikingatiden. Ett av de viktigaste fynden i Sverige är Helgö-buddhan, en bronsstaty med ursprung från norra Indien funnen på Helgö år 1956. Det är oklart om statyns ägare själv var buddhist eller inte. Historikern Katarina Harrison Lindbergh tror att statyns ägare inte ens visste vem som figuren representerar.
Studier av Orienten, arabiska och sanskrit började vid svenska universitet på 1700-talet. I slutet av 1800-talet publicerades de första översättningar av buddhistiska texter på västeuropeiska språk. 1888 publiceras Asiens ljus, Victor Pfeiffs svenska översättning av Edwin Arnolds Light of Asia, en berättelse på vers om Buddhas liv och lära, med en inledning av Viktor Rydberg.

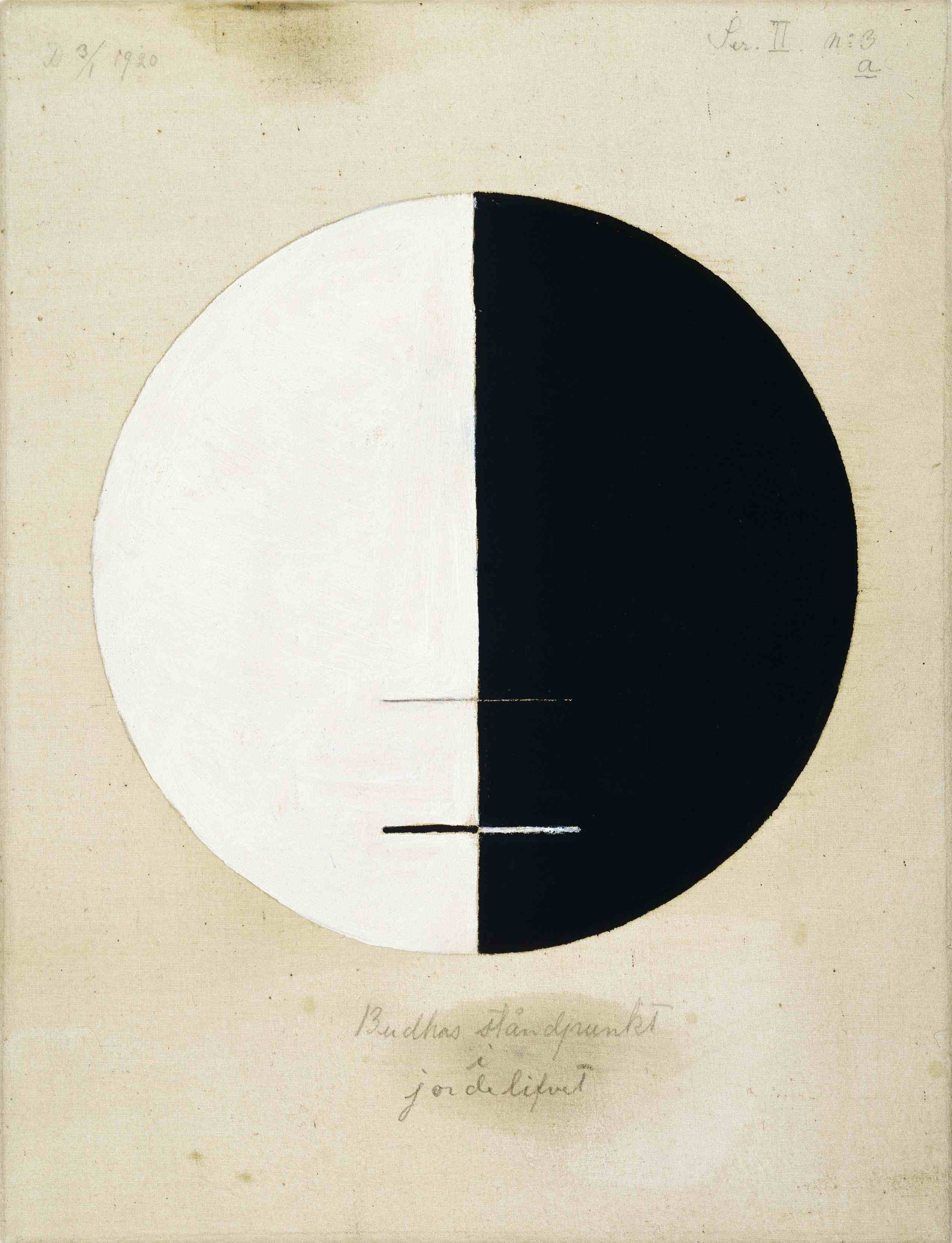
Buddhas ståndpunkt i jordelivet av Hilma af Klint år 1920.

Under 1900-talet ökade allmänhetens intresse för buddhismen rejält, exempelvis bland personer inom teosofiska rörelsen såsom konstnären Hilma af Klint. Andra med intresse för buddhism under denna tid inkluderar författarna Karin Boye och Harry Martinson.
| ”                                     | En buddhistisk fantasi Upplåst är världens kopparport. Högt i dess portvalv står jag här, och vad jag ser är ändlöst stort, och ingen syn så ändlös är. Hur djupt jag ser, hur långt jag ser, min blick får ej det minsta stöd. Allt vad jag vet finns där ej mer -- ej stort, ej smått -- ej liv, ej död. Ett enda steg på spårlös stig, och återvägen är mig stängd... Vi rysen I? Upp, följen mig! Ty alltets kopparport är sprängd! | „ |
| – Karin Boye, ur diktsamlingen "Moln" | |   |

Agitatorn Kata Dalström var den först kända svenskan som offentligt tillkännagav att hon var buddhist. Bland de första från Sverige som genomgick någon form av träning eller rituell ordination i buddhistiska organisationer i Asien finns Ingrid Wagner (1910–2001) som fick namnet Amita Nisatta när hon ordinerades. Hon brukar räknas som Sveriges första buddhistiska nunna. Fransk-födde Marcel Sirander (1912–1983) ordinerades Tao Wei 1933 i Kina och flyttades sedan till Sverige.
På 1970-talet grundades de första tibetanska buddhistiska centren i Sverige. 1973 besökte 14:e Dalai Lama landet för första gången och 1974 kom den tibetanske laman Kalu Rinpoche. Den tibetanska buddhistgemenskapen Karme Tenpe Gyaltsen – Samfundet för tibetansk buddhism (KTG) grundades 1976 av Rangjung Rigpe Dorje och leddes av Lama Ngawang fram till hans död 2011. Sakya Changchub Chöling i Stockholm har funnits sedan 1979. Intresset för buddhismen växte bland annat bland artister som Moki Cherry och Don Cherry som studerade med Kalu Rinpoche.
Den amerikanska zenläraren Philip Kapleau undervisade i Sverige regelbundet under 80-talet som ledde till att Stockholm Zen Center (Zenbuddhistiska Samfundet) bildades 1982. Svenska Soto-zenföreningen (SSZF) grundades 1984 i Taisen Deshimarus tradition.
På 1980-talet grundades också några theravadabuddhistiska centra. Thailändska buddhistiska föreningen i Sverige har funnits sedan 1983. Stockholm Buddhist Vihara grundades 1985 av Sri Lanka-Sweden Buddhist Association.
Den 14 april 1992 samlades representanter från fyra buddhistiska organisationer i Stockholm och diskuterade bildandet av ett buddhistiskt samarbetsorgan. Sveriges Buddhistiska Samarbetsråd (SBS) grundades som senare blev Sveriges buddhistiska gemenskap (SBG).

## Buddhismen i dagens Sverige
Enligt SOM-institutet är det speciellt bland unga som man finner en positiv uppfattning om buddhismen i Sverige.
Bland de kända för sin buddhistiska tro under 2000-talet finns komiker Claes Malmberg som skrev boken Konsten att undvika Nirvana (2008) tillsammans med Johan Ohlson och Björn Natthiko Lindeblad vars bok Jag kan ha fel och andra visdomar från mitt liv som buddhistmunk (2020) har även översätts till engelska. Den skrevs i samarbete med Caroline Bankler och Navid Modiri.

### Zen

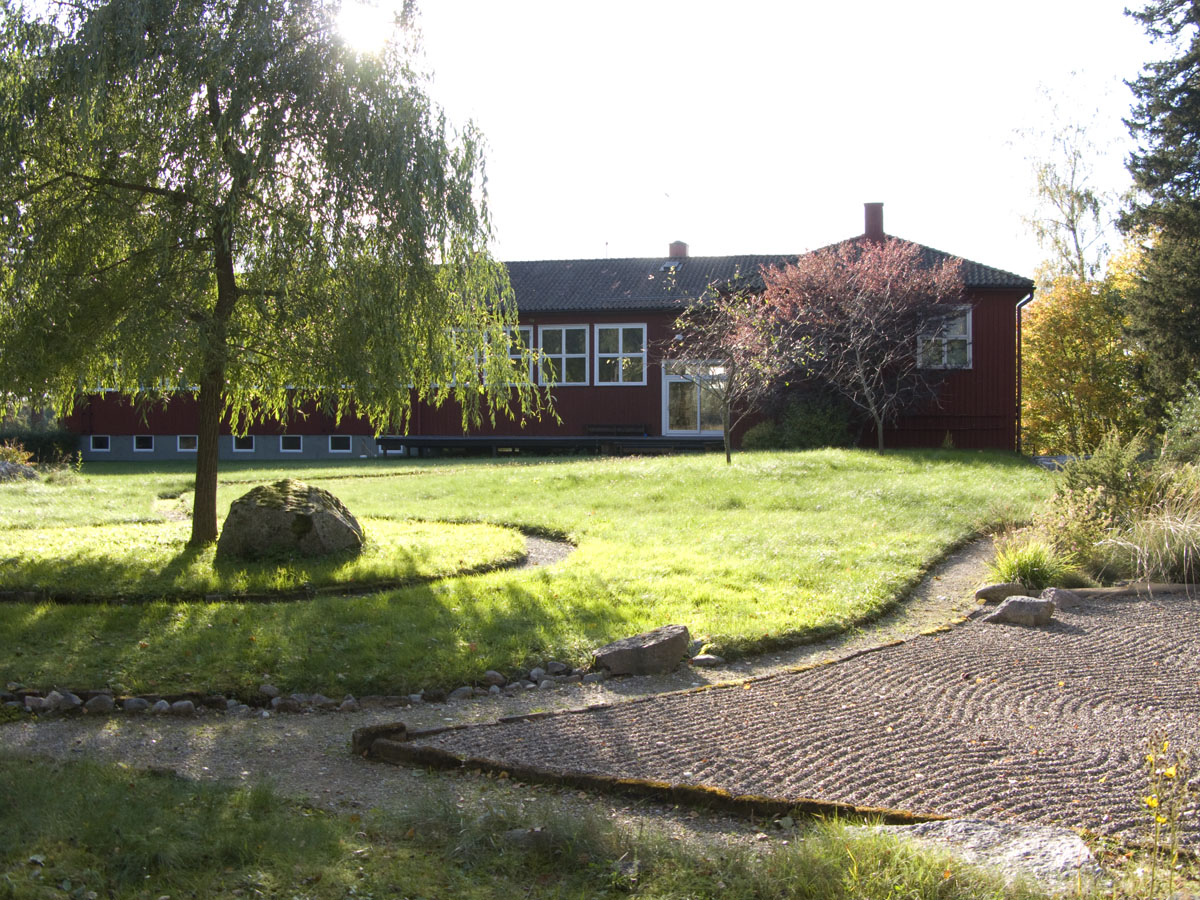
Meditationscentret Zengården i Finnåker.

Flera olika inriktningar inom Zen finns representerade i Sverige.
Svenska Soto-zenföreningen (SSZF), grundad 1984, bygger på den japanske zenmästaren Taisen Deshimarus undervisning. SSZF är knuten till Association Zen Internationale vilken är den organisation som Taisen Deshimaru instiftade. Denna rörelses huvudtempel "La Gendronnière" ligger nära Blois i Loiredalen i Frankrike. Svenska Soto-zenföreningen finns representerad i Lund, Göteborg, Stockholm samt Uppsala. Föreningen anordnar varje år sesshins (retreats) med lärjungar till Deshimaru Roshi.
Zenbuddhistiska Samfundet (ZBS) grundades 1982 och leds av Sante Poromaa-roshi och Kanja Odland-roshi i Philip Kapleaus tradition. Traditionen är en sammanfogning av Sōtōskolan och Rinzaiskolan som initierades av Harada Daiun Sogaku roshi och Haku'un Yasutani roshi. ZBS är även knutet till "The Cloud-Water Sangha", en församling instiftad av Philip Kapleaus efterträdare Bodhin Kjolhede i Rochester, New York. ZBS har stadscenter i Stockholm, Göteborg, Lund, Tammerfors, Köln och Glasgow samt en gård i Fellingsbro, "Zengården", där heltidsträning pågår året om och även attraherar utövare från övriga Europa.
Föreningen Zenvägen, tidigare stiftelsen RMC, grundad 1972 av Hans Hof, är en obunden organisation som under årens lopp bjudit in mästare och lärare från olika zenskolor, bland andra Jacques Dropsy, Toni Packer, Gundula Meyer, Willigis Jäger, AMA Samy, Ton Lathouwers, Martine Batchelor, Gretha Aerts, Diane Eshin Rizzetto, Reb Anderson och Shohaku Okumura.
Malmö Chanbuddhistiska Tempel är knutet till det stora templet Bailin Chan Si från 700-talet i Hebei i Kina samt till den 4:e Patriarkens Kloster i Hubei. Överhuvud är stormästaren Jing Hui och abbot är Chan Master Ming Hai. Verksamheten i Sverige leds av den svenske chanläraren Ming Bao. Mindre filial finns i Göteborg.
Ordinary Mind Sverige är en förening som består av ett antal grupper och individer i Sverige som praktiserar inom traditionen Ordinary Mind grundades av Charlotte Joko Beck. Det finns lokala grupper i Stockholm, Falun, Järbo och Umeå.
Glädjens källa är en meditationsgrupp i Stockholm i Thich Nhat Hanhs tradition.

## Buddhistiska samfund och föreningar i Sverige

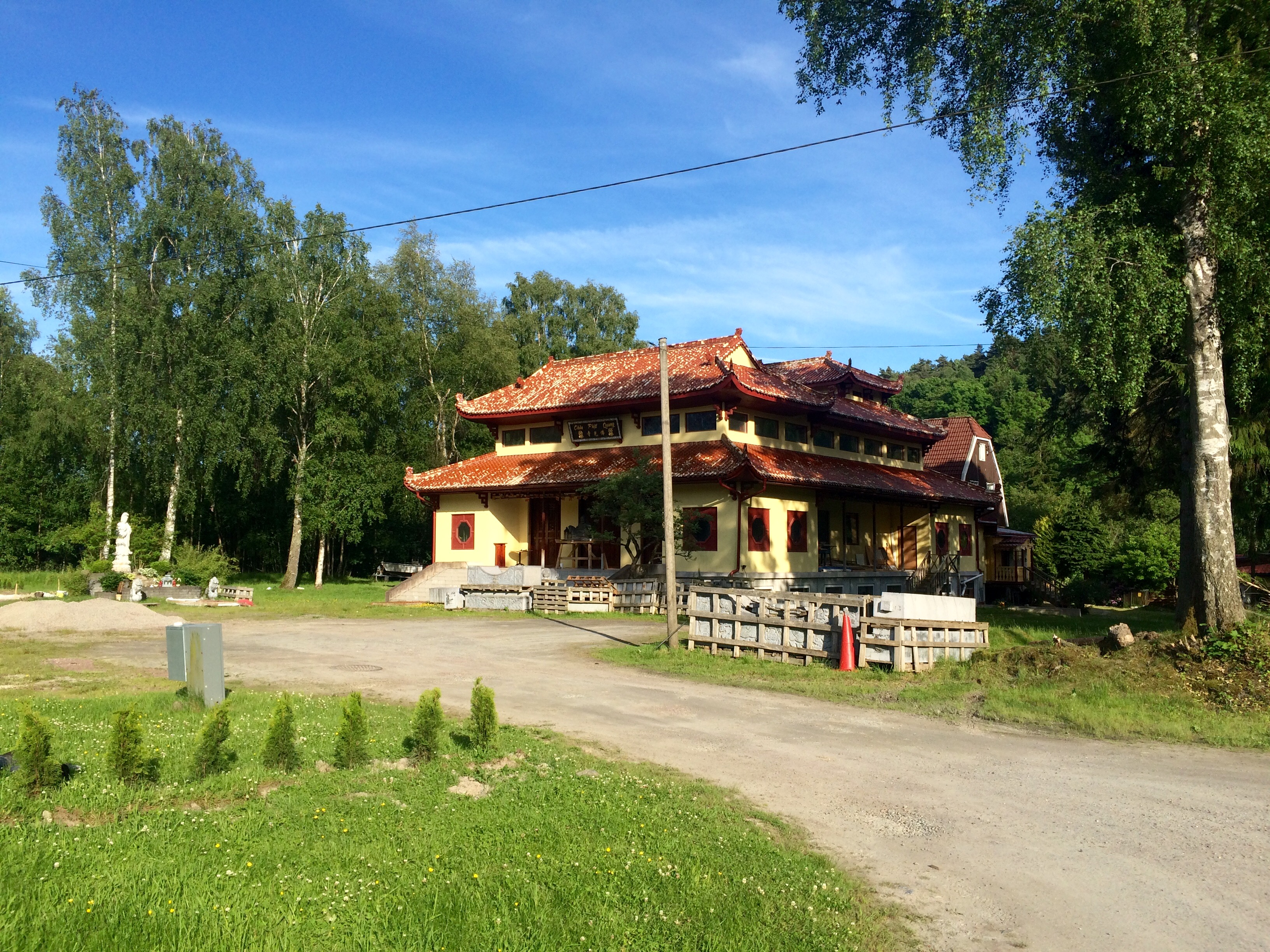
Phât Quang tempel i Angered, Göteborg.

Det finns flera buddhistiska tempel i Sverige, bland annat i Stockholm, Borås, Eslöv, Göteborg, Fredrika och ett par mindre i andra delar av Sverige.

### Theravada
- Thailändska buddhistiska föreningen i Sverige, har tempel i Värmdö, Boden, Ragunda och Karlstad. Ett femte tempel, Buddharamatemplet i Fredrika, är planerat.
- Buddha Dhamma Saddha förening. Har templet Wat Pha Göteborg
- Buddhistiska Viharaföreningen, Jakobsberg
- Burmesiska Buddhistföreningen. Har templet Tiratana Buddhist Temple i Hjortkvarn
- Föreningen 3Juveler, Stockholm
- Thaiföreningen Prakatbuddhakon, Borlänge
- Sangha Vipassanagruppen, Stockholm
- Wat Pah Sokjai föreningen, Brunflo
- Wat Santinivas, Haninge
- Wat Buddhasothorn, Uppsala
- Ludvika Theravadabuddhistiska förening, Ludvika
- Wat Sanghabaramee, Eslöv
- Wat Dalarnavanaram, Ulvshyttan.

### Mahayana
- Buddhistiska samfundet Tao Zen. Har center i Malmö, Göteborg och Kalmar
- International Buddhist Progress Society Sweden (IBPS), Rosersberg
- Buddhistiska gemenskapen Triratna. Har verksamhet i Stockholm, Sala, Malmö, Göteborg, Hudiksvall, Östersund och Linköping
- Svenska Soto-Zenföreningen. Har verksamhet i Uppsala, Göteborg, Kvicksund, Lund och Stockholm
- Vietnamesiska Kultur- och Buddhistiska föreningen. Har verksamhet i Stockholm och Göteborg
- Zenbuddhistiska Samfundet, har verksamhet i Stockholm, Fellingsbro, Göteborg och Lund
- Buddha's Light International Association, Stockholm

### Vajrayana
- Buddhistiska gemenskapen – Karme Tenpe Gyaltsen. Har verksamhet i Stockholm, Fellingsbro och Örebro.[28]
- Föreningen för Tibetansk Buddhism i Göteborg.[29]
- Karma Yönten Ling: föreningen för tibetansk buddhism i Malmö och Lund.[30]
- Rangjung Yeshe Sangha Sverige har verksamhet huvudsakligen i Stockholm.[31]
- Sakya Changchub Chöling. Har verksamhet i Stockholm och Uppsala.[32]